# Stan Ioan Pătraș

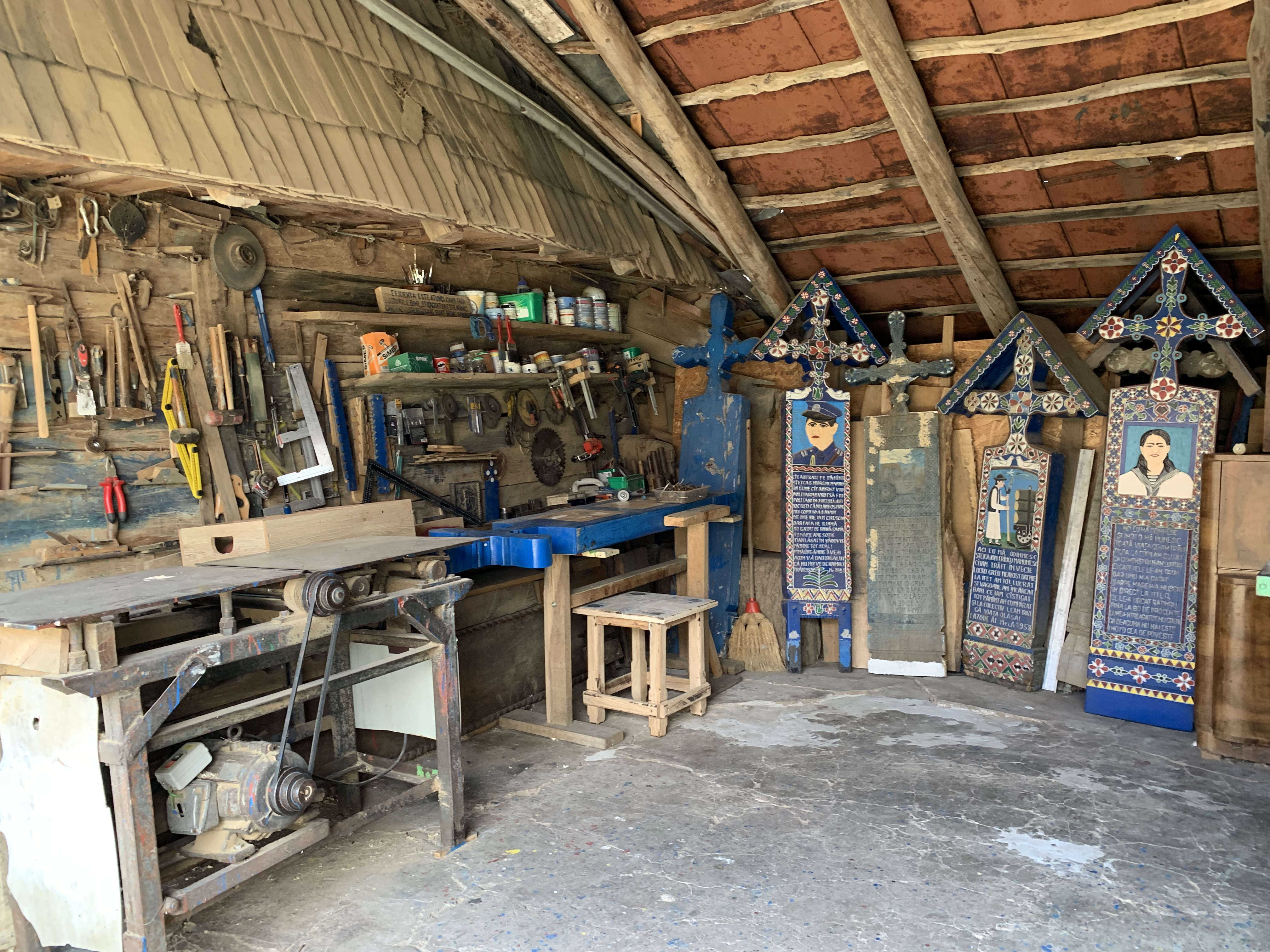
Atelierul casei lui Stan Ioan Pătraș unde au fost create pietrele funerare ale cimitirului vesel

Stan Ioan Pătraș (n. 1908, comuna Săpânța, județul Maramureș - d. 1977, comuna Săpânța, județul Maramureș) a fost un cioplitor român în lemn, creatorul crucilor din Cimitirul vesel din Săpânța. Creația lui Pătraș se integrează armonios în arta populară maramureșeană și în tradiția artei vechi românești. 

## Biografie
Stan Ioan Pătraș s-a născut în anul 1908, în comuna Săpânța din județul Maramureș, într-o familie obișnuită cu prelucrarea artistică a lemnului. Pătraș a fost atras încă din tinerețe de sculptura în lemn, de pictură și de poezie, făurite după canoanele creației populare. A început să sculpteze cruci din stejar de la vârsta de 14 ani.
În anul 1935, la sugestia preotului greco-catolic Grigore Rițiu, care era și profesor de română și latină, Stan Ioan Pătraș, pe atunci un anonim sculptor în lemn, a început să facă crucile ceva mai late și să cioplească pe ele niște înscrisuri sub forma unor scurte poeme scrise la persoana întâi. De-a lungul timpului pe aceste epitafuri ironice, naive, s-au strecurat unele greșeli gramaticale, foarte apropiate de graiul arhaic. La început, sculpta în jur de 10 cruci pe an, materialul folosit fiind lemnul de stejar. 
În anul 1936 el și-a perfecționat stilul; crucile au devenit mai înguste și au apărut figurile sculptate în relief, în culori vii, obținute din pigmenți naturali. Culoarea predominantă este albastrul, un albastru special, numit astăzi de către experți „albastru de Săpânța”. Celelalte culori au o simbolistică consacrată: verde -viață, galben -fecunditate și fertilitate, roșu -pasiune, negru -moarte. Pe crucile sale se află motive geometrice, precum și basoreliefuri
Până în anul 1977, Pătraș a realizat aproximativ 700 de cruci în ambele cimitire din Săpânța, cunoscute sub denumirea de „Cimitirul Vesel”. 
Stan Ioan Pătraș a fost un meșter popular complex, realizând o serie de obiecte lucrate artistic: cuiere, colțare, scaune, dulapuri, blidare, lingurare și lucrări monumentale, cum ar fi troițe și porți. El și-a împodobit și propria casă cu sculpturi în lemn, viu colorate. A încetat din viață în anul 1977.
Urmașul său, Dumitru Pop, a ales să locuiască în casa maestrului său, pe care o întreține ca atelier și muzeu.

## Propriul epitaf
Pe crucea sa, Stan Ioan Pătraș a pus să i se încrusteze următorul epitaf:
De cu tânăr copilaș

Io am fost Stan Ion Pătraș,

Să mă ascultați oameni buni

Ce voi spune nu-s minciuni.

Câte zile am trăit

Rău la nime n-am dorit,

Dar bine cât am putut

Orișicine mi-a cerut.

Vai săracă lumea mea

Că greu am trăit în ea

De la paisprezece ani

Trebuia să câștig bani

La lucru greu de pădure

Cu țapin și cu săcure.

Tata -n război a plecat

Înapoi n-o înturnat.

Trei copii noi am rămas

În lume cu greu năcaz.

Vrut aș fi să mai trăiesc

Și planul să mi-l plinesc.

Din șaizeci și nouă țări

M-au vizitat până ieri.

Din conducători de stat

Foarte mulți m-au vizitat

Și de acum când or veni

Pe mine nu m-or găsi.

Și le doresc la toți bine

Care au fost pe la mine

Că viața o lăsai

La 69 de ai.

Crucea mea când s-a lucrat 

Care eu mi-am comandat

Doi elevi ce-au învățat

Mi-au făcut lucru pe plac:

Turda Toader, Stan Vasile

Dumnezeu Sfântu să-i ție.” 